# Diasporo
Il diasporo è un minerale, idrossido di alluminio, appartenente al gruppo omonimo.